# Kumano Nachi-Taisha

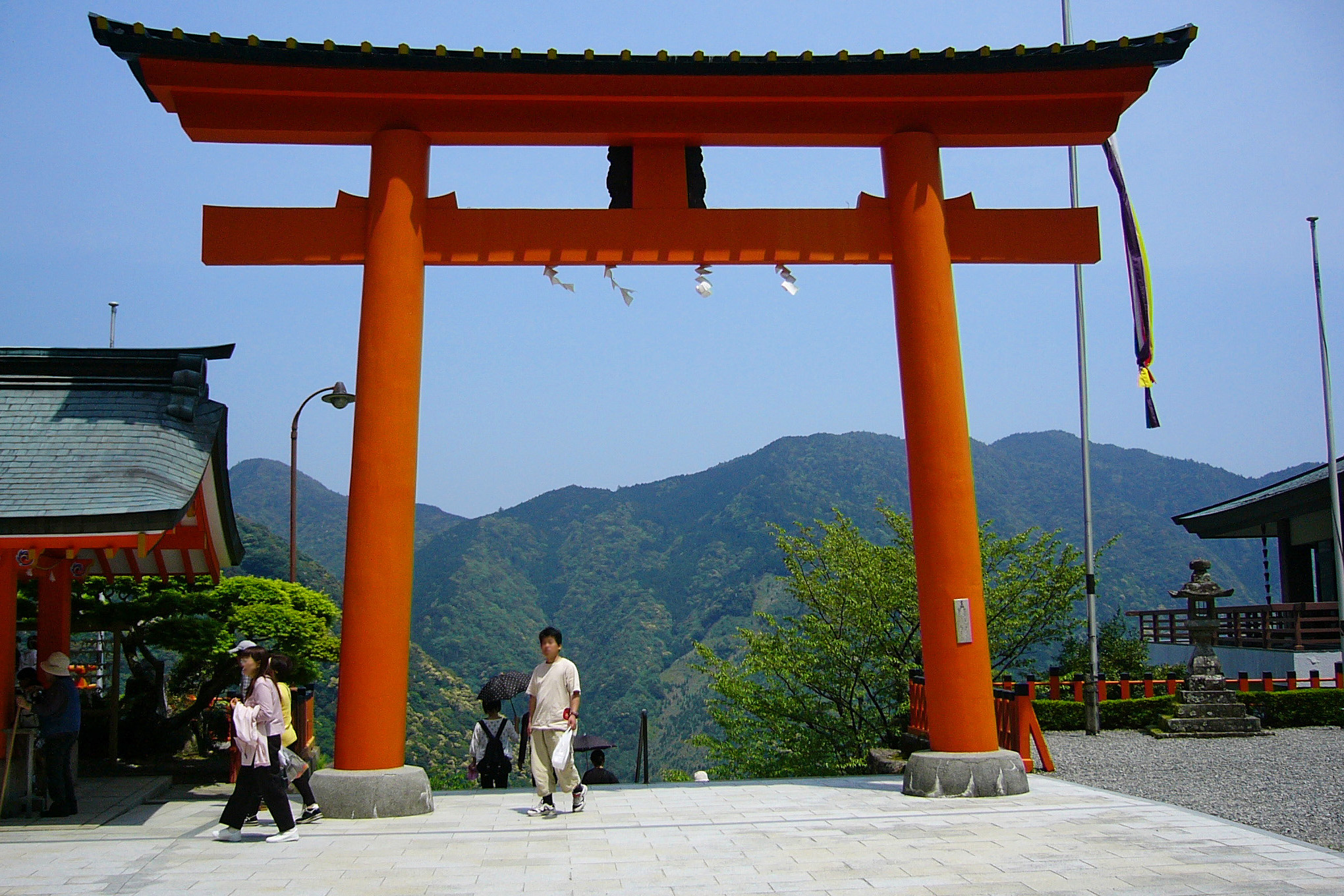
Torii am Kumano Nachi-Taisha

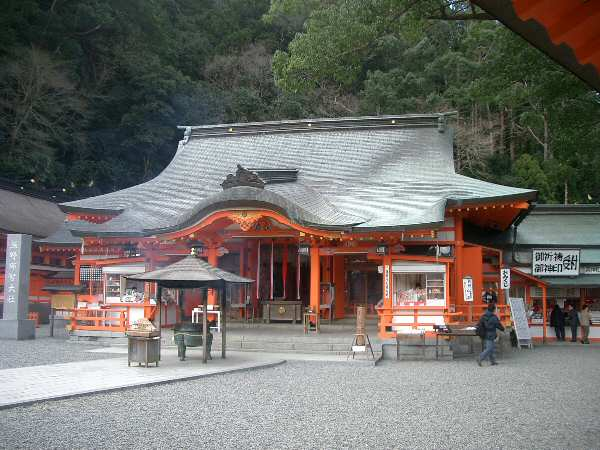
Gebetshalle (haiden) des Schreins

Der Kumano Nachi-Taisha (jap. 熊野那智大社; auch einfach nur Nachi (那智); früher auch Kumano Fusumi-jinja (熊野夫須美神社)) ist ein Shintō-Schrein der Gemeinde Nachi-katsuura im Landkreis Higashimuro der Präfektur Wakayama in Japan. 
Er befindet sich am Hang des Gebirges Nachisan in unmittelbarer Nähe zum heiligen Wasserfall Nachi-no-(Ō)taki (auch Ichi-no-taki; mit 133 Metern der höchste einstufige Wasserfall Japans) und dem buddhistischen Tempel Seiganto-ji. Mit diesem, dem Fudarakusan-ji und den Kumano-Schreinen Kumano Hongū-Taisha und Kumano Hayatama-Taisha gehört er zum Kumano-sanzan, der südlichsten der Heiligen Stätten und Pilgerstraßen in den Kii-Bergen, die 2004 von der UNESCO in die Liste des Weltkulturerbes aufgenommen wurden.
Der Wasserfall war ursprünglich das hauptsächliche Objekt der Verehrung, und der Schrein befand sich direkt darunter. Die gegenwärtigen Bauten stammen aus dem Jahr 1853.
Im Osten des Schreins befindet sich der etwa 32 Hektar große Nachi-Urwald, der seit jeher als heilig gilt.
Der Schrein war lange Zeit mit vielen buddhistischen Tempeln in der Umgebung verbunden, von diesen wurden jedoch die meisten im Rahmen des Shinbutsu-Bunri zerstört.

## Kami und Nebenschreine
Kami des Schreins sind u. a. Toyo-kumo-nu und Uhi-ji-ni sowie Ō-to-no-ji und Kuno-no-sa-zuchi-no-kami (wie auch im Hayatama-Taisha) und Izanami (unter dem Namen Fusumi-no-kami). Als zentrale Gottheiten werden aber die zwölf Gottheiten von Kumano (熊野権現, kumano gongen; gongen ist ein buddhistischer Begriff für die Shintō-Kami als Avatare der buddhistischen Bodhisattva) hier verehrt. Als 13. Gottheit von Kumano gilt manchmal hiro gongen, der Wasserfall Nachi-no-Ō-taki als Gottheit verstanden.
Das go-shintai ist eine hölzerne Statue. Eine Kopie davon befindet sich im Museum des Hayatama-Taisha. Der Schrein hat über 3.000 bunrei an andere Schreine in ganz Japan verteilt.
Der dreibeinige Yatagarasu, die himmlische Krähe, wird im Nebenschrein (massha) Kakehiko-jinja unter dem Namen Kamo-no-taketsu-numi-no-mikoto verehrt. Am 1. Januar holt ein Priester mit einer schwarzen Kappe in Form einer Krähe (yatagarasu-bō) Wasser vom Nachi-no-Ō-taki zum Schrein. Während dieser Zeremonie werden Glücksbringer (shimpu) hergestellt, die gegen Geburtsfehler oder Ernteschäden benutzt werden und in alten Tagen als Dokumente für Verträge benutzt wurden (für Verträge auf der Rückseite eines shimpu war normalerweise kein Zeuge nötig).

## Ōgi-Matsuri
Am 14. Juli findet das Nachi-no-hi-Matsuri oder Ōgi-Matsuri (früher auch Ōgieshiki-rei-sai), statt. Es ist eines der drei größten Feste Japans und wurde jährlich seit dem Umzug des Schreins zu seinem gegenwärtigen Standort abgehalten. Dabei werden die zwölf etwa 10 m langen, 1 m breiten und 6 m hohen Mikoshi jeweils mit 32 Fächern (Ōgi), 8 Spiegeln und einem Exemplar der schwertlilienartigen Belamcanda chinensis (hiōgi) geschmückt und dann vom Hauptschreingelände bis zum Nebenschrein Hiryū-jinja (der mit Jimmu-tennō in Verbindung steht) am Wasserfall getragen. Dabei werden sie von jungen Priestern in weißer Kleidung begrüßt, die zwölf riesige, brennende Fackeln schwingen, die jeweils 50 kg wiegen. Das Feuer der Fackeln und das Wasser des Wasserfalls soll die Mikoshi rituell reinigen.
Im Vorfeld des Festes werden unter musikalischer Begleitung zeremonielle Reisanpflanzungszeremonien (dengaku) am Schrein durchgeführt. Sie wurden 2012 von der UNESCO in die Repräsentative Liste des immateriellen Kulturerbes der Menschheit aufgenommen.